# Cascina Vianello
Cascina Vianello è una miniserie televisiva trasmessa in prima visione su Canale 5 dal 17 settembre al 15 ottobre 1996 e poi seguita da un'altra miniserie televisiva, intitolata I misteri di Cascina Vianello (in chiave "romanzo giallo"), andata in onda da dicembre del 1997 a gennaio del 1998.
È il primo sequel della storica sit-com Casa Vianello, i cui protagonisti sono Raimondo Vianello, Sandra Mondaini e Giorgia Trasselli. La sigla ha un canticchio ed un vocalizzo finale del Coro dei Piccoli Cantori di Milano.
Gli episodi sono stati replicati su Mediaset Extra.

## Trama
Raimondo (Raimondo Vianello) e Sandra (Sandra Mondaini) decidono di trasferirsi in campagna ed acquistano una splendida cascina, dove vengono seguiti anche dall'immancabile Tata (Giorgia Trasselli); tra varie gag e malintesi, anche a causa dell'ingresso della bella Floriana (Paola Barale), la storica coppia riesce a portare buon umore anche in campagna. Raimondo si candida alle elezioni per diventare nuovo sindaco del borgo, poi deciderà di mettersi in competizione con la moglie per l'apertura di una beauty farm; ristrutturando il casale troverà in una stanza segreta una cassapanca che si scoprirà appartenuta al conte della torre e primo proprietario della cascina. 
Le riprese sono state effettuate ad Oreno, frazione di Vimercate nella provincia di Monza, in particolare in due splendide residenze storiche: la Villa Gallarati Scotti e la Corte Rustica Borromeo.

## Episodi e ascolti
Alcune puntate contengono due storie diverse di circa 40 minuti ognuna, altre una sola trama per un'ora e mezza.
| Cifra Episodio   | Episodio                                 | Prima Visione     | Telespettatori | Share  |
| ---------------- | ---------------------------------------- | ----------------- | -------------- | ------ |
| Primo episodio   | Vivere in campagna - La vendemmia        | 17 settembre 1996 | 6.229.000      | 23,80% |
| Secondo episodio | Elezioni - La setta                      | 24 settembre 1996 | 5.112.000      | 19,26% |
| Terzo episodio   | Il matrimonio fantasma (Ghost)           | 1º ottobre 1996   |                |        |
| Quarto episodio  | Il colpo (La rapina) - Beauty Farm       | 8 ottobre 1996    | 5.040.000      | 18,67% |
| Quinto episodio  | La cantina dei segreti (La prima moglie) | 15 ottobre 1996   |                |        |

## Parodie
Nello stesso anno della messa in onda della serie, la trasmissione Striscia la notizia fa una parodia del telefilm intitolata Cascina D'Alema dove Tullio Solenghi interpreta Walter Veltroni e Gene Gnocchi interpreta Massimo D'Alema.